# Пасивенко, Владимир Иванович
Владимир Иванович Пасивенко (р. 1939) — советский и украинский художник. Народный художник Украины (2006).

## Биография
Родился 8 августа 1939 года в селе Обычев (ныне Черниговская область, Украина). В 1967 году окончил МВХПУ. Работает в области живописи и монументального искусства.
Член НСХУ с 1973 года. Член-корреспондент НАИУ.

## Творчество
Его произведения — монументально-декоративные росписи:
- «Человек и природа» (1978—1981)
- «Весна» (1973), киевский Дом новорождённых,
- «Украинское народная свадьба», «Ночь на Ивана Купала» (1978—1979; гостиница «Украина» в Москве,
- «Человек и природа» (1978—1981; библиотека Политехнического института)
- цветовое решение жилого массива Троещина-1 (1983—1987, в соавторстве)
- триптих «Боль земли» (1985—1989; Национальная библиотека Украины имени В. И. Вернадского, в соавторстве)
- комплекс росписей на стенах и в интерьере Михайловского Златоверхого собора «Собор Архангела Михаила и всех небесных сил» (1998—2000)
- росписи в «Дьяконнике» «Дьяконник Михайловского Златоверхого собора» (1999, вместе с А. Владимировой и В. Прядкой)
- «Святой апостол Андрей Первозванный», «Святая великомученица Варвара», «Святые Борис и Глеб», «Святой Владимир», «Святая княгиня Ольга», «Покрова», «Архангел Михаил» — варваринский придел Михайловского Златоверхого собора (2000)

## Награды и премии
- Заслуженный художник Украины (1996)
- Народный художник Украины (2006)
- Государственная премия Украины имени Тараса Шевченко (1998) — за монументально-декоративное панно «Боль земли» для Национальной библиотеки Украины имени В. И. Вернадского